# Paths of Hate
Paths of Hate – polski film animowany zrealizowany w 2010 roku w studiu Platige Image przez Damiana Nenowa. Animacja jest krótką opowieścią o drzemiących w ludziach bestiach przedstawioną w formie widowiskowych i atrakcyjnych plastycznie scen walk lotniczych. Konstrukcja filmu oraz oryginalna technicznie stylizacja obrazu sprawiają, że Paths of Hate przypomina wprawiony w ruch, sensacyjny komiks.
Paths of Hate znalazł się na ogłoszonej przez Amerykańską Akademię Filmową liście 10 filmów, które będą ubiegać się o nominacje do Oskara 2012 w kategorii Najlepszy Krótkometrażowy Film Animowany. Animacja powstała przy wsparciu finansowym Polskiego Instytutu Sztuki Filmowej, który również wspomaga promocję oscarową filmu.

## Nagrody
- Nagroda za Najlepszy Profesjonalny Krótki Film Animowany na 19. Festiwalu Animacji Anima Mundi, Rio de Janeiro (2011),
- Nagroda za Najlepszy Film Animowany i Nagroda Specjalna Jury na Międzynarodowym Festiwalu Filmów Niezależnych Comic-Con, San Diego, USA (2011),
- Nagroda za Najlepszy Międzynarodowy Film Animowany i Nagroda Specjalna Jury na Międzynarodowym Festiwalu Animacji, La Coruna, Hiszpania (2011),
- Wyróżnienie Specjalne w sekcji filmów krótkometrażowych na 35. Międzynarodowym Festiwalu Filmów Animowanych, Annecy, Francja (2011)
- Nagroda Jury na 38. Festiwalu Animacji Komputerowej Siggraph, Kanada (2011)